# Село (Моравське Топлице)
Село (словен. Selo) — поселення в общині Моравське Топлице, Помурський регіон, Словенія. Висота над рівнем моря: 289,7 м.